# Rezerwat przyrody Jovsianska hrabina
Rezerwat przyrody Jovsianska hrabina (słow. Národná prírodná rezervácia Jovsianska hrabina) – rezerwat przyrody u stóp gór Wyhorlat we wschodniej Słowacji, w granicach Obszaru Chronionego Krajobrazu Wyhorlat. Powierzchnia 257,58 ha.

## Położenie
Rezerwat znajduje się u południowych podnóży masywu górskiego Wyhorlatu, na pograniczu równiny na północny wschód od wsi Jovsa i stoków łagodnie wznoszących się ku północy, w kierunku szczytu Wyhorlat. Leży w granicach katastralnych wsi Jovsa w powiecie Michalovce. Tereny rezerwatu leżą pomiędzy dolinami potoku Myslina na wschodzie i Jovsianskiego Potoku na zachodzie. Rozciągają się na wysokości od 162 m n.p.m. na południu (droga nr 582 z Jovsy do Poruby pod Vihorlatom) do 227 m n.p.m. na północy.

## Historia
Rezerwat został utworzony w 1953 r. na powierzchni 269,04 ha pod nazwą „Pod hrabinami”. Jego aktualny status i powierzchnię reguluje rozporządzenie Ministra Kultury Słowackiej Republiki Socjalistycznej nr 461/1986 – 32 z 31 stycznia 1986 r.

## Charakterystyka
Teren rezerwatu, który buduje piroklastyka andezytów, jest połogi, łagodnie opada ku południu. Prawie cała powierzchnia rezerwatu jest porośnięta lasem. Dominują porosty dębowo-grabowe, z dębem szypułkowym i grabem pospolitym. Wśród nich spotykamy również leszczynę, głogi i śliwę tarninę. W strefie wzdłuż wspomnianych potoków, w pasach lasu łęgowego, rosną m.in. olsza czarna, osika i wierzba iwa. W runie leśnym, zwłaszcza na aluwialnych łączkach na obrzeżach lasów i na terenowych depresjach wzdłuż potoków i drobniejszych cieków wodnych, licznie występuje śnieżyca wiosenna w odmianie karpackiej (Leucojum vernum L. subsp. carpaticum). Po jej przekwitnięciu w runie lasów rozwijają swoje kwiaty takie gatunki, jak cebulica dwulistna, zawilec gajowy, zawilec żółty, ziarnopłon wiosenny, złoć pochwolistna, kokorycz pełna, kokorycz pusta, a na skraju cieków wodnych knieć błotna. Z rzadka występuje szachownica kostkowata. W łęgach, na stanowiskach często podtapianych wodą, swoje najdalej na wschód wysunięte stanowiska ma subatlantycki gatunek turzycy – turzyca zgrzebłowata. Z kolei swoje najniższe stanowiska na Słowacji (170 m n.p.m.) znajduje tu kostrzewa górska. Inne rzadkie gatunki roślin, występujące na terenie rezerwatu, to m.in. kosaciec trawolistny i tojad mołdawski, a w suchszych miejscach turzyca orzęsiona, gwiazdnica wielkokwiatowa i barwinek pospolity.

## Cel powołania
Rezerwat został powołany w celach naukowych oraz dydaktyczno-oświatowych. Przedmiotem ochrony są zespoły leśne, głównie dębowo-grabowe, z masowo występującymi rzadkimi i chronionymi gatunkami roślin, rozwinięte na południowych stokach masywu górskiego pochodzenia wulkanicznego.

## Ochrona
W rezerwacie obowiązuje 5. (najwyższy) stopień ochrony. Przez teren rezerwatu nie prowadzą żadne znakowane szlaki turystyczne. Antropopresja objawia się głównie w postaci śmieci pozostawianych przez podróżnych zatrzymujących się przy drodze wyznaczającej południową granicę rezerwatu.